# آناچوو
آناچوو (انگلیسی: Anachevo) یک شهرک در شهرستان ایلیشفسکی استان باشقیرستان کشور روسیه است.